# Guiomar Torrezão
Guiomar Delphina de Noronha Torrezão (* 26. November 1844 in Lissabon; † 22. Oktober 1898 ebenda) war eine portugiesische Schriftstellerin. Sie ist eine der Schlüsselfiguren bei der Emanzipation der Frauen aus bürgerlichen Idealen in Portugal.

## Werdegang
Torrezão war Tochter des José Joaquim de Noronha Torrezão und der Maria do Carmo Pinto de Noronha Torrezão. Ihr Elternhaus war bürgerlich geprägt. Sie erhielt Französischunterricht und begann zu dieser Zeit auch zu schreiben. Im Alter von 22 Jahren veröffentlichte sie mit Uma Alma de Mulher ihren ersten Roman, der zuvor schon in der feministischen Zeitschrift A Voz Feminina abgedruckt worden war. 1872 erschien unter dem Titel Rosas Pálidas ein Band mit Erzählungen, 1874 der Historienroman A Família Albergaria. Ihr Werk umfasst neben Romanen auch Dramen, Lyrik, Reisebücher und Übersetzungen.
Bis 1868 arbeitete sie für den Almanaque de Lembranças Luso-Brasileiro. 1871 gründete sie den Almanach das Senhoras, den sie bis zu ihrem Tod 1898 leitete.

## Ehrungen
- 1976: Widmung der Rua Guiomar Torresão in Lissabon